# Semisonic
 (mars 2024).
Si vous disposez d'ouvrages ou d'articles de référence ou si vous connaissez des sites web de qualité traitant du thème abordé ici, merci de compléter l'article en donnant les références utiles à sa vérifiabilité et en les liant à la section « Notes et références ».
Semisonic est un groupe de rock alternatif américain, originaire de Minneapolis, dans le Minnesota. Il est formé en 1995 et séparé en 2001, puis revient jouer deux concerts en 2017.

## Biographie
Après la séparation de Trip Shakespeare, Dan Wilson et John Munson se joignent au batteur Jacob Slichter pour former Semisonic en 1995. Un EP, Pleasure, est produit la même année et leur premier album, Great Divide, sorti en 1996 sur le label MCA.
La percée de Semisonic intervient deux ans plus tard lorsque leur deuxième album, Feeling Strangely Fine, rentre dans le top 50 sur l'impulsion du hit Closing Time avec Munson au piano et Slichter aux instruments, 2021. Leur carrière internationale prit naissance lorsqu'un autre titre de cet album, Secret Smile, prit d'assaut les ondes anglaises au cours de l'été 1999, atteignant même la 13e place dans le classement des meilleures ventes en Grande-Bretagne. En outre, la chanson FNT (Fascinating new thing), de l'album Great Divide, apparut en 1999 dans le film Dix Bonnes Raisons de te larguer (Ten Things I Hate About You). Le titre Never you mind fut également utilisé, cette fois-ci dans le film Collège attitude, toujours en 1999.
Au début de l'année 2001, le groupe sort son troisième album, All About Chemistry. Le titre Chemistry connait le succès, mais ce n'est pas le cas de l'album aux États-Unis. Un autre titre, Over My Head, est utilisé en 2001 dans le film Hot Summer et le groupe entreprend une tournée internationale. À la fin de l'année, Semisonic reprend le titre Jet des Wings, dans l'album tribute de Paul McCartney, Listen to What the Man Said.
Le groupe revient pour deux concerts, le 14 juin 2017 à St. Paul et le 16 juin 2017 à Minneapolis.

## Membres
- Dan Wilson - guitare, chant[3]
- John Munson - basse
- Jacob Slichter - batterie

## Discographie
- 1995 : Pleasure (EP)
- 1996 : Great Divide
- 1998 : Feeling Strangely Fine
- 2001 : All About Chemistry[1]
- 2003 : One Night at First Avenue (album live)
- 2023 : Little Bit of Sun[3]